# Notre vie c'est la musique
"Notre vie c'est la musique" ("A nossa vida é a música), interpretada em francês por Laurent Vaguener. Este tema tinha letra de Jean Albertini, Didier Barbelivien, música de Paul de Senneville, Jean Baudlot e orquestração de Gérard Salesse.
A canção é um elogio à força do amor. Vaguener cantou a sua admiração pela música popular norte-americana (blues e rock'n'roll), tal como os sons de Paris. Ele explica que uma das maiores alegrias é quando uma rapariga atraente acha a sua música interessante e lhe diz "Amo-te".
Vaguener foi o sexto a atuar no evento, a seguir à canção finlandesa Katson sineen taivaan interpretada por Katri Helena e antes da canção grega Sokrati, cantada por Elpida. No final da votação, recebeu 12 pontos e classificou-se em 16.º lugar.
Depois deste resultado, o Mónaco desistiu de participar no evento durante 25 anos, só voltando a participar em 2004.